# Deutsche Gesellschaft für Geowissenschaften
Die  Deutsche Gesellschaft für Geowissenschaften e. V. (DGG) war Nachfolgerin der ältesten und größten deutschen Vereinigungen von Geologen. Diese 1848 gegründete Deutsche Geologische Gesellschaft (ebenfalls DGG abgekürzt) fusionierte 2004 mit der erst 1954 gegründeten Gesellschaft für Geowissenschaften (GGW) und bestand bis 31. Dezember 2014, als sie sich mit der Geologischen Vereinigung zur DGGV zusammenschloss.

## Gründung 1848
Die Deutsche Geologische Gesellschaft wurde im Dezember 1848 in Berlin als wissenschaftlicher Verein für alle an der Geologie Interessierten gegründet. Der Initiator Leopold von Buch (1774–1853) wurde ihr 1. Vorsitzender, seine Stellvertreter der Bergingenieur Rudolf von Carnall und der Mineraloge Carl Karsten. Zu Schriftführer wurden zwei Geologen (Heinrich Ernst Beyrich und Julius Ewald) und zwei Mineralogen (Heinrich Girard und Gustav Rose) gewählt, zum Schatzmeister der Bankier Friedrich Tamnau und zum Archivar der Chemiker Carl Rammelsberg. Unter den weiteren 40 Teilnehmern der konstituierenden Sitzung vom 28., 29. und 30. Dezember 1848 waren Friedrich Constantin Freiherr von Beust, August Breithaupt, Bernhard von Cotta, Heinrich Wilhelm Dove, Christian Gottfried Ehrenberg, Christian Gottfried Giebel, Alexander von Humboldt, Eilhard Mitscherlich, Ignaz von Olfers, Heinrich Rose und Christian Samuel Weiss. Das Ende Januar 1849 geschlossene erste "Verzeichniss der Mitglieder der Gesellschaft" führt bereits 170 Mitglieder mit Namen und Ortsangabe (1: von Alberti in Rottweil - 170: Zobel in Reichenstein) auf, 2014 hatte die Deutsche Gesellschaft für Geowissenschaften e.V etwa 3.000 Mitglieder.
Das wichtigste Ziel der DGG war die Förderung der Geologie in Forschung und Lehre sowie in Wirtschaft und Verwaltung.
Die Mitglieder des Präsidiums sowie des Vorstands und des Beirats kamen aus Hochschulen, Forschungsinstituten, aus der Wirtschaft und aus den geologischen Diensten.
Ein studentisches Beiratsmitglied vertrat die Interessen derjenigen Studenten, die in der DGG Mitglied waren. Zur Förderung des Nachwuchses war in der DGG der Arbeitskreis „Junge Geologen“ vertreten.

## Weitere Entwicklung
Für spezielle Interessensgebiete gab es die Fachsektionen Hydrogeologie und Ingenieurgeologie. 1994 wurde die Gesellschaft für UmweltGeowissenschaften in die Deutsche Geologische Gesellschaft aufgenommen. In den Jahren 1995/1996 kamen die Fachsektionen Geoinformatik und Geotopschutz hinzu.
Für die Förderung junger und besonders begabter Nachwuchswissenschaftler auf den Gebieten der Geologie vergab die DGG Stipendien. Besonders hervorragende wissenschaftliche Leistungen von Geowissenschaftlern wurden in jedem Jahr durch zahlreiche Preise der Gesellschaft und ihrer Stiftungen anerkannt. Einige der renommiertesten Preise waren hierbei die Hans-Stille-Medaille, die Serge-von-Bubnoff-Medaille, der Hermann-Credner-Preis und die Leopold-von-Buch-Plakette.
Im Januar 2015 vereinigte sich die Deutsche Gesellschaft für Geowissenschaften mit der 1910 gegründeten Geologischen Vereinigung zur Deutschen Geologischen Gesellschaft – Geologische Vereinigung e. V. (DGGV). Der Geschäftsführung gehören von Januar 2015 bis zur DGGV-Jahresversammlung im Oktober 2015 Reinhard Gaupp als Vorsitzender der DGGV sowie Gernold Zulauf, Ralf Littke, Heinz-Gerd Röhling und Gerhard Greiner als Angehörige der Geschäftsführung an.